# Hắt hơi

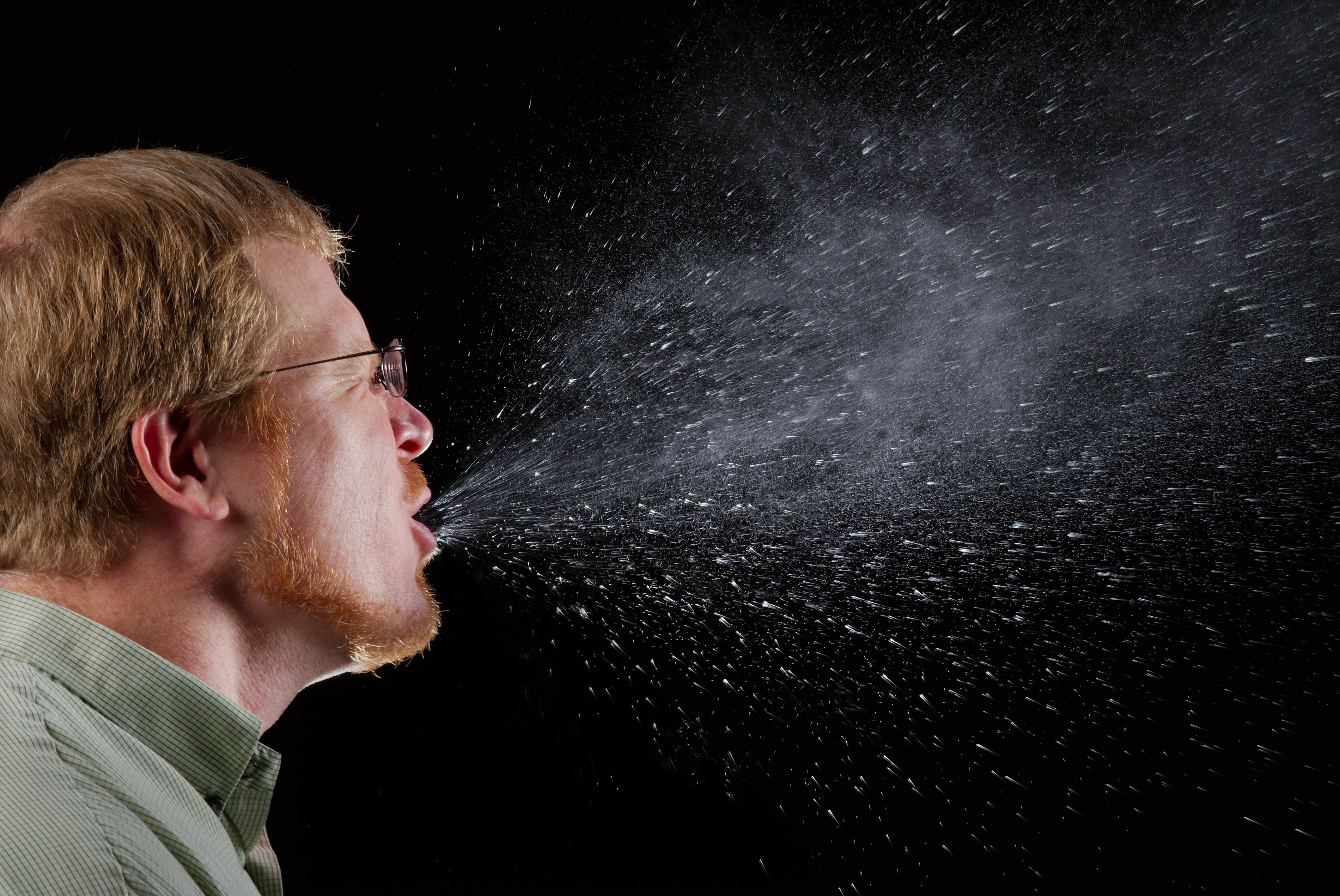
Một người đàn ông đang hắt hơi.

Hắt hơi, hắt xì hay nhảy mũi, là sự phóng thích không khí từ phổi ra ngoài thông qua mũi và miệng, thường gây ra bởi sự kích thích niêm mạc mũi của các vật thể nhỏ bên ngoài cơ thể. Sự hắt hơi xảy ra giống như một vụ nổ và là một hành động không tự ý và không kiểm soát được.
Hắt hơi có thể gây ra bởi việc nhận thấy một mùi lạ, tiếp xúc đột ngột với ánh sáng, thay đổi đột ngột (thường là giảm) của nhiệt độ, sự đầy hơi trong dạ dày, nhiễm virus, hoặc một vài nguyên nhân hiếm khác như bắt đầu ăn kẹo cao su, sau khi tập thể dục, nhổ lông mày, hoặc sau khi quan hệ tình dục...
Chức năng của hắt hơi là để tống ra các chất nhầy có chứa các hạt lạ gây kích thích và làm sạch khoang mũi. Trong khi hắt hơi, khẩu cái mềm và lưỡi gà ép xuống trong khi mặt sau của lưỡi nâng lên để phần nào chắn lại lối thông từ phổi đến miệng, để không khí từ phổi bị đẩy qua đường mũi. Vì việc hạn chế lối thông đến miệng chỉ là một phần nên một lượng đáng kể không khí cũng bị đẩy ra qua đường này.
Phản xạ hắt hơi kéo theo sự co lại của một số cơ khác nhau, thường bao gồm cả mí mắt. Nhiều người tin rằng không thể mở mắt trong khi hắt hơi. Tuy nhiên, điều này đã được chứng minh là không chính xác.

## Sự thật
- Hắt hơi là một phản xạ không điều kiện và không thể dừng lại được một khi nó đã bắt đầu.
- Nhiều nguồn thông tin cho biết tốc độ của luồng không khí và các hạt nước bắn ra khi hắt hơi dao động trong khoảng 25 km/h cho đến hơn 125 km/h với những thí nghiệm sử dụng máy ảnh tốc độ cao.[4][5][6][7]
- Các hạt nước được phóng ra có thể đi xa 1,5 m đến 3 m.[8]
- Không thể hắt hơi trong khi ngủ vì phần não bộ điểu khiển phản xạ này cũng nghỉ ngơi vào lúc đó.[9][10]
- Hầu hết các động vật thuộc siêu lớp động vật bốn chân, trừ cá voi, đều có hành động hắt hơi,[11] kể cả chim,[12][13] lưỡng cư và bò sát.[14][15][16]
- Kỉ lục hắt hơi dài nhất hiện nay được cho là thuộc về Donna Griffiths, một cô gái người Anh. Donna đã bắt đầu hắt hơi từ ngày 13 tháng 1 năm 1981, khi ấy cô 12 tuổi, và kết thúc vào ngày 16 tháng 9 năm 1983, tổng cộng 978 ngày. Ước tính Donna đã hắt hơi hơn 1 triệu lần trong năm đầu tiên, với mỗi lần cách nhau 1 phút khi bắt đầu và chậm đi còn 5 phút khi gần kết thúc giai đoạn này.[17][18][19][20]

## Dịch tễ học
Mặc dù là vô hại ở những người khỏe mạnh, hắt hơi có thể lan truyền bệnh dịch qua những giọt nước cực nhỏ, thường từ 0,5 đến 5 µm, có chứa đối tượng gây bệnh. 40.000 giọt nhỏ như vậy có thể được phát tán trong một lần hắt hơi. Để giảm thiểu nguy cơ lây bệnh, ta nên dùng cẳng tay hoặc khuỷu tay che miệng và mũi khi hắt hơi. Sử dụng bàn tay sẽ không thích hợp vì mầm bệnh vẫn sẽ lây lan qua các vật tiếp xúc công cộng như tiền, tay nắm cửa, nút nhấn, tay cầm...

## Ngăn ngừa
Cách ngăn chặn hắt hơi cơ bản là thở ra từ từ và sâu để loại bỏ toàn bộ lượng không khí trong phổi sẽ được dùng cho việc hắt hơi, sau đó nín thở và đếm đến mười hoặc nhẹ nhàng kẹp chặt mũi trong vài giây.
Phương pháp để làm giảm hắt hơi nói chung là giảm sự tương tác với các chất kích thích, chẳng hạn như hạn chế ở gần vật nuôi để tránh lông của chúng, đảm bảo luôn lau sạch bụi bám trên đồ đạc, thay thế thường xuyên bộ lọc cho máy điều hòa không khí, máy lọc khí hay thiết bị giữ ẩm. Tuy nhiên, một số người lại cảm thấy hắt hơi rất thú vị và không muốn ngăn chặn việc này.